# Pik Schokalskowo
Der Pik Schokalskowo (russisch Пик Шокальского) ist ein 5722 m hoher Berg im Tian-Shan-Gebirge im Osten Kirgisistans nahe der Grenze zu Xinjiang in China. Er ist somit der höchste Berg der Engiltschekkette.
Die vergletscherten Flanken des Pik Schokalskowo münden in den Kaindy-Gletscher (Richtung Südwesten) und in den Schokalskowo- (Norden) sowie Komsomolez-Gletscher (Südosten). Die beiden letzteren münden kurz vor dessen Ende in den Südlichen Engiltschek-Gletscher, mit rund 60 Kilometern Länge einer der größten Gletscher außerhalb der Polarregionen.
Der Berg wurde nach dem russischen Kartografen Juli Michailowitsch Schokalski benannt.

## Karten
- Blatt 0/15 Khan Tengri – Tien Shan, Kyrgyzstan, Alpenvereinskarte 1:100.000
- Kartenblatt k-44-14 der Sowjetischen Generalstabskarte 1:200.000
- Kartenblatt k-44-064 der Sowjetischen Generalstabskarte 1:100.000